# Reinold Schmücker
Reinold Schmücker (* 1964 in Dortmund) ist ein deutscher Philosoph und Hochschullehrer. Er ist seit 2009 Professor für Philosophie am Philosophischen Seminar der Universität Münster. 

## Leben
Von 1985 bis 1991 studierte Schmücker Philosophie, Germanistik und Evangelische Theologie in Tübingen und Hamburg, 1991 legte er die Magisterprüfung ab. Anschließend war er bis 1995 Wissenschaftlicher Mitarbeiter am Philosophischen Seminar der Universität Hamburg. Von 1995 bis 1997 hatte er Lehraufträge an der Hamburger Volkshochschule und an der Fachhochschule Hamburg. 1997 erfolgte seine Promotion. Von 1997 bis 2004 war er Wissenschaftlicher Assistent am Philosophischen Seminar der Universität Hamburg. Von 2004 bis 2009 war er Wissenschaftlicher Geschäftsführer des Alfried Krupp Wissenschaftskollegs Greifswald.
Schmücker ist seit 2008 Ordentliches Mitglied der Philosophisch-historischen Klasse der Europäischen Akademie der Wissenschaften und Künste, Salzburg. Von 2022 bis 2025 war er Präsident der Deutschen Gesellschaft für Philosophie. Seit 2023 ist er mit Philipp Theisohn Herausgeber der Zeitschrift für Ästhetik und Allgemeine Kunstwissenschaft, zugleich mit Ursula Frohne Sprecher der Kolleg-Forschungsgruppe Zugang zu kulturellen Gütern im digitalen Wandel: Kunstwissenschaftliche, kuratorische und ethische Aspekte (KFG 33) an der Universität Münster.

## Forschungsschwerpunkte
Zu seinen Arbeitsgebieten gehören einerseits die Kulturphilosophie, Ästhetik und Philosophie der Kunst sowie die Artefaktphilosophie und damit verbundene ontologische Fragestellungen, zum anderen Ethik und Moralphilosophie mit Schwerpunkten in der Politischen Philosophie, der Rechtsphilosophie, der Theorie des gerechten Krieges, der Medizinethik, der Ethik des Kopierens und des Zugangs zu kulturellen Gütern.

## Publikationen
- Was ist Kunst? Eine Grundlegung. Fink, München, 1998; Neuausgabe: Klostermann, Frankfurt a. M. 2014
- Gibt es einen gerechten Krieg?  Reclam, Ditzingen, 2021, ISBN 978-3-15-014055-0

als Herausgeber
- mit Dorothea Frede (Hrsg.): Ernst Cassirers Werk und Wirkung. Kultur und Philosophie. Darmstadt: wbg, 1997.
- mit Burdorf Dieter (Hrsg.).  (1998). Dialogische Wissenschaft. Perspektiven der Philosophie Schleiermachers. Schöningh, Paderborn/München/Wien/Zürich, 1998.
- Ernst Cassirer, Substanzbegriff und Funktionsbegriff. Untersuchungen über die Grundfragen der Erkenntniskritik. Meiner, Hamburg, 2000.
- Ernst Cassirer, Zur Einsteinschen Relativitätstheorie. Erkenntnistheoretische Betrachtungen. Meiner, Hamburg, 2001.
- Ernst Cassirer, Freiheit und Form. Studien zur deutschen Geistesgeschichte. Meiner, Hamburg, 2001.

- mit Bernd Kleimann (Hrsg.): Wozu Kunst? Die Frage nach ihrer Funktion. Darmstadt, Wissenschaftliche Buchgesellschaft, 2001.
- mit Ulrich Steinvorth (Hrsg.): Gerechtigkeit und Politik. Philosophische Perspektiven. Berlin: Akademie Verlag, Berlin, 2002.
- mit Roland Bluhm (Hrsg.). (2002): Kunst und Kunstbegriff. Der Streit um die Grundlagen der Ästhetik. Paderborn: mentis Verlag (4. Aufl. 2017).
- Reinold Schmücker (Hrsg.): Identität und Existenz. Studien zur Ontologie der Kunst. Mentis Verlag, Paderborn, 2003 (4. Aufl. 2014)
- mit Darren Hudson Hick (Hrsg.): The Aesthetics and Ethics of Copying. Bloomsbury Publishing, London, 2016.
- mit Martin Hoffmann und Héctor Wittwer (Hrsg.): Vorrang der Moral? Eine metaethische Kontroverse. Vittorio Klostermann, Frankfurt a. M., 2017.
- mit Frank Dietrich und Johannes Müller-Salo (Hrsg.): Zeit – eine normative Ressource? Vittorio Klostermann, Frankfurt a. M., 2018.
- mit Ludwig Siep (Hrsg.): Die zeitliche Dimension der Gerechtigkeit. Brill, Paderborn, 2020.
- mit Johannes Müller-Salo (Hrsg.); Pietät und Weltbezug. Universitätsphilosophie in Münster. Brill, Paderborn 2020.

Forschungsartikel (Zeitschriften)
- Recht und Moral. Zur Kritik der revidierten Diskursethik. Rechtsphilosophische Hefte 1 (1992), 135–158.
- Gibt es einen gerechten Krieg? Deutsche Zeitschrift für Philosophie, 48 (2000), 319–340.
- Can War Be a Moral Action? Towards a Normative Theory of Humanitarian Intervention. Ethical Perspectives 11 (2004), 162–175.
- Krieg als Mittel der Moral? Zur Legitimität humanitärer Interventionen. Rechtsphilosophische Hefte 10 (2005), 7–41.
- mit Eberhard Ortland: Copyright & Art. German Law Journal 6 (2005), 1762–1776.
- Gerechtigkeit und Territorialität. Deutsche Zeitschrift für Philosophie 54 (2006), 597–621.
- The Lord of the Flaws. The Autonomy of the Artist and the Function of Art. The Nordic Journal of Aesthetics 38 (2009), 6–17.
- mit Martin Hoffmann: Die ethische Problematik der Zufallsbefunde in populationsbasierten MRT-Studien. Preprints und Working Papers der Kolleg-Forschergruppe "Normenbegründung in Medizinethik und Biopolitik" 2 (2011), 2–23.
- Wozu berechtigt Not? Ein Plädoyer für eine Not-Ethik. Deutsche Zeitschrift für Philosophie, 62:6 (2014), 1090–1105. doi: 10.1515/dzph-2014-0071.
- Ist Kunst reflexiv?, Philosophisches Jahrbuch 122:2 (2015), 378–386. doi:10.5771/0031-8183-2015-2-378.
- Die zeitliche Dimension der Gerechtigkeit und ihre Bedeutung für die Ethik. Deutsche Zeitschrift für Philosophie, 65:5 (2017), 909–928. doi: 10.1515/dzph-2017-0061.
- mit Eberhard Ortland: Law and Ethics of Copying – Introduction (zum Schwerpunkt: Law and Ethics of Copying/Recht und Ethik des Kopierens), Annual Review of Law and Ethics / Jahrbuch für Recht und Ethik, 26 (2018), 3–10.
- What is Wrong with Non-substitutional Copying? Annual Review of Law and Ethics / Jahrbuch für Recht und Ethik 26 (2018), 57–66.
- mit Martin Hoffmann: Copy Ethics and Its Implications for Academic Publishing in the Digital Era. Annual Review of Law and Ethics / Jahrbuch für Recht und Ethik 26 (2018), 255–264.
- Artefakt – Schöpfung – Werk. Prolegomena zu einer Taxonomie produzierter Entitäten. Zeitschrift für Ästhetik und Allgemeine Kunstwissenschaft, 65:1 (2020), 17–40.
- Symbol's Risks: A Note on the Interrelationship of Art and the Use of Symbols. Symbolism, 20, 19–31. doi:10.1515/9783110716962-002.
- mit Pavel Zahrádka: "We are Sorry This Video Is Not Available in Your Country": An Ethical Analysis of Geo-blocking Audio-Visual Online Content. Journal of Media Ethics 37 (2021). doi:10.1080/23736992.2021.2014850.

Forschungsartikel (Buchbeiträge)
- Ästhetik und allgemeine Kunstwissenschaft. Zur Aktualität eines historischen Projekts, in Alice Bolterauer / Elfriede Wiltschnigg (Hrsg.): Kunstgrenzen. Funktionsräume der Ästhetik in Moderne und Postmoderne, Passagen Verlag, Wien, 2001, 53–67.
- Bedürfnisse/Interessen, in: Marcus Düwell, Christoph Hübenthal, Micha H. Werner (Hrsg.): Handbuch Ethik, Metzler, Stuttgart, Weimar, 2002, 308–313 (3. Aufl. 2011: S. 314–319).
- Kunstkritik als demokratischer Prozeß, in: Ursula Franke, Josef Früchtl (Hrsg.): Kunst und Demokratie. Positionen zu Beginn des 21. Jahrhunderts, Felix Meiner, Hamburg, 2003, 99–113.
- Sind Fälschungen Originale?, in: Carlos Ulises Moulines / Hans-Georg Niebergall  (Hrsg.): Argument und Analyse. Mentis Verlag, Paderborn, 2007, 357–371.
- Lob der Fälschung, in: Julian Nida-Rümelin, Jakob Steinbrenner (Hrsg.): Original und Fälschung. Hatje Cantz, Ostfildern, 2011, 71–91.
- Schuld und Verdienst, in: C. Neuhäuser et al. (Hrsg.): Handbuch Angewandte Ethik, Metzler, Berlin, 2011, 231–236,  doi:10.1007/978-3-476-05869-0_33.
- Zufallsbefunde – was gebietet die Menschenwürde?, in Jan C. Joerden, Eric Hilgendorf, Felix Thiele (Hrsg.): Menschenwürde und Medizin. Ein interdisziplinäres Handbuch, Duncker & Humblot, Berlin, 2013, 949–981.
- "Kunst ist wie Sprache und Kunst ist nicht wie Sprache". Versuch über eine kunstphilosophische These, in: Nikolaj Plotnikov (Hrsg.): Kunst als Sprache – Sprachen der Kunst. Russische Ästhetik und Kunsttheorie der 1920er Jahre in der europäischen Diskussion, Felix Meiner Verlag, Hamburg 2014, 31–45.
- mit Martin Hoffmann: The Ethics of Incidental Findings in Population-Based MRI Research, in: Ralf Puls / Norbert Hosten (Hrsg.): Whole-body MRI Screening, Springer VDI Verlag, Heidelberg, New York, Dordrecht, London, 2014, 1–19. doi: 10.1007/978-3-642-55201-4_1.
- Incidental Findings: Definition of the Concept, in: Sabine Weckbach (Hrsg.): lncidental Radiological Findings. Springer VDI Verlag, Heidelberg, 2017, 3–7.
- Can an Illegal Humanitarian Intervention be Justified for Moral Reasons Alone? in: Christian Neuhäuser / Christoph Schuck (Hrsg.): Military Interventions. Considerations from Philosophy and Political Science, Nomos Verlag, Baden-Baden, 2017, 217–236.
- Wie ist künstlerische Wiederholung möglich? in: Till Julian Huss / Elena Winkler (Hrsg.): Kunst & Wiederholung. Strategie, Tradition, ästhetischer Grundbegriff. Kulturverlag Kadmos, Berlin, 2017, 51–61.
- On Judging Art, in: Stefan Majetschak / Anja Weiberg (Hrsg.): Aesthetics Today. Contemporary Approaches to the Aesthetics of Nature and of Arts. Proceedings of the 39th International Wittgenstein Symposium in Kirchberg. De Gruyter, Berlin / Boston 2017, 87–94.
- Stil als (geistiges) Eigentum?, in: Julian Blunk / Tanja Michalsky (Hrsg.): Stil als (geistiges) Eigentum, Hirmer Verlag, München 2018. 287–300.
- Wozu Museen und warum so viele?, in: Bernadette Collenberg-Plotnikov (Hrsg.): Das Museum als Provokation der Philosophie. Beiträge zu einer aktuellen Debatte, Transcript Verlag, Bielefeld 2018, 37–49.
- mit Johannes Müller-Salo: Pietät und Weltbezug. Universitätsphilosophie in Münster 1773 bis 1948, in: Schmücker / Müller-Salo (Hrsg.): Pietät und Weltbezug. Universitätsphilosophie in Münster, Brill, Paderborn, 2020, 7–124.
- mit Martin Hoffmann: Artefakt, in: Judith Siegmund (Hrsg.): Handbuch Kunstphilosophie, Transcript Verlag, Bielefeld, 2022, 167–178.
- Grundkategorien moralischer Bewertung, in: C. Neuhäuser et al. (Hrsg.): Handbuch Angewandte Ethik, Metzler, Berlin, 2023, 19–24, doi:10.1007/978-3-476-05869-0_2.

Schmücker schreibt regelmäßig Artikel zu kulturellen und aktuell diskutierten politischen- und gesellschaftspolitischen Themen in den Tageszeitungen Deutsches Allgemeines Sonntagsblatt, Frankfurter Allgemeine Zeitung, Frankfurter Rundschau, Stuttgarter Zeitung u. a.